# Simone Langlois
Pour les articles homonymes, voir Langlois.
 (janvier 2021).
Si vous disposez d'ouvrages ou d'articles de référence ou si vous connaissez des sites web de qualité traitant du thème abordé ici, merci de compléter l'article en donnant les références utiles à sa vérifiabilité et en les liant à la section « Notes et références ».
Simone Langlois est une auteur et chanteuse française née à Paris le 22 novembre 1932.

## Biographie
Issue d'un milieu modeste, elle chante dans les rues avec sa mère dès l'âge de quatre ans puis dans les cafés. Elle enregistre ses premières chansons à treize ans. 
En 1942, elle chante Toute seule au monde, paroles de Jean Guigo, musique de Fred Freed. En 1957, elle rencontre Jacques Brel, alors débutant, et enregistre quatre de ses chansons (dont Sur la place, chantée en duo avec Brel lui-même). Simone Langlois est la première à chanter Ne me quitte pas. Elle est aussi l'interprète d'une chanson de Boris Vian, Il faut me jurer de m'aimer.
En 1980, elle fait partie des candidats de la présélection française pour le concours Eurovision de la chanson se déroulant à La Haye. Le 16 mars, lors de la deuxième demi-finale sur TF1, elle se classe 4e sur 7 candidats avec la chanson Dans le regard d'un enfant et ne participe donc pas à la finale du 23 mars.
En 2011, elle participe à La France a un incroyable talent où elle interprète, accompagnée par son mari Georges Cros, au piano, Ne me quitte pas, raccourcie pour tenir dans l'exercice de deux minutes imposé par l'émission. En demi-finale, elle chante Hier encore de Charles Aznavour. Choisie en deuxième position ex aequo par le vote du public, elle n'a pas été retenue pour la finale par le jury.

## Prix
- 1958 : Grand Prix du disque de l'académie Charles-Cros
- 1963 : Grand Prix du festival de Sopot avec la chanson Toi et ton sourire.

## Discographie
- Simone Langlois chante Jacques Brel (Il nous faut regarder, Sur la place, en duo avec Jacques Brel, Heureux, Je ne sais pas) (1958)
- Simone Langlois chante : Sarah, De profundis, Ton beau visage, J'entends ta voix (1958) (chansons de Charles Aznavour)
- Simone Langlois chante Brel (Au printemps, Heureux, Ne me quitte pas, Il nous faut regarder) (1965)
- Simone Langlois chante : Il y a des musiques, J'ai tout fait pour ça (R. Nyel / G. Verlor), C'est ma chanson, Les archers

## Filmographie
- Rendez-vous de juillet, de Jacques Becker, 1949
- Un Matin d'Espérance de Paul de Métairy, 2007
- Teenagers, de Paul Verhoeven, 2011